# Antonio Prior
Antonio Prior Martínez, nascido em Torreagüera  a 12 de agosto de 1913 e falecido a 11 de julho de 1961, foi um ciclista espanhol, profissional entre 1933 e 1943. Se nacionalizou francês em 1949. O seu irmão Francisco também foi ciclista.

## Palmarés
- 1936
  - Trofeo Masferrer
  - Seis dias de Buenos Aires (com Rafael Ramos)

- 1937
  - 3 etapas da Volta a Marrocos

## Resultados nas grandes voltas
| Corrida            | 1933 | 1934 | 1935 | 1936 | 1937 | 1938 | 1939 | 1940 | 1941 | 1942 | 1943 |
| ------------------ | ---- | ---- | ---- | ---- | ---- | ---- | ---- | ---- | ---- | ---- | ---- |
| Giro d'Italia      | -    | -    | -    | -    | -    | -    | -    | -    | -    | -    | -    |
| Tour de France     | -    | -    | 32.º | -    | Ab.  | Ab.  | -    | -    | -    | -    | -    |
| Volta a Espanha    | -    | -    | -    | -    | -    | -    | -    | -    | -    | -    | -    |
| Mundial em Estrada | -    | -    | -    | -    | -    | -    | -    | -    | -    | -    | -    |